# 平当树
平当树（学名：Paradombeya sinensis）为梧桐科平当树属下的一个种。其种加词“sinensis”意为“中华的”。
现接受名为Corchoropsis sinensis (Dunn) Dorr, 2020。

## 扩展阅读
- 平当树花开昆明植物所 （页面存档备份，存于）